# Temporada 2007-08 de la NBA
La temporada 2007-08 de la NBA fue la sexagesimosegunda de la historia de la competición norteamericana de baloncesto. Los 1.230 partidos programados de la liga regular comenzaron el martes 30 de octubre de 2007, finalizando la misma el 16 de abril de 2008. Los playoffs comenzaron el 19 de abril y se prolongaron hasta mediados de junio.

## Aspectos destacados
- El All-Star Game de la NBA de 2008 se disputó en el New Orleans Arena, terreno de juego de los New Orleans Hornets, del 15 de febrero al 17 de febrero de 2008.
- Los Hornets retornaron definitivamente a New Orleans, tras haber compartido ciudad con Oklahoma City durante dos temporadas debido al huracán Katrina.
- La NBA ha ampliado sus contratos por 6 años más con las cadenas de televisión TNT, ABC y ESPN, hasta el año 2016.
- Golden State Warriors es el primer equipo de toda la historia de la NBA que se queda fuera de los Playoffs con 48 victorias en temporada regular.
- El escolta de Sacramento Kings Ron Artest y el alero de Golden State Warriors Stephen Jackson fueron sancionados para los siete primeros partidos de la liga[1]
- Después de 12 temporadas en Minnesota Timberwolves, Kevin Garnett fichó por Boston Celtics.
- El 2 de noviembre de 2007, Seattle SuperSonics hizo sus primeros planes para trasladarse a Oklahoma City.[2]
- El 23 de diciembre, Kobe Bryant se convirtió en el jugador más joven en llegar hasta los 20.000 puntos, a los 29 años y 122 días, superando el récord de Wilt Chamberlain de 29 años y 134 días.[3]
- El 24 de diciembre, Chicago Bulls destituyó al entrenador Scott Skiles tras un inicio de 9–16. Jim Boylan fue nombrado entrenador interino tres días más tarde.[4]
- El ala-pívot español Pau Gasol dejó, el 1 de febrero, su equipo desde que llegara a la NBA, Memphis Grizzlies para ir a Los Angeles Lakers.
- El 28 de febrero, LeBron James se convirtió en el jugador más joven en anotar 10 000 puntos, a la edad de 23 años y 59 días, superando el récord de Kobe Bryant de 24 años y 193 días.[5]
- Del 29 de enero al 18 de marzo, Houston Rockets ganó 22 partidos consecutivos, logrando la segunda mayor racha de victorias en la historia de la liga.
- Boston Celtics ganó 42 partidos más que al año anterior, pasando de 24 victorias a 66, todo un récord en la NBA.[6] El anterior récord estaba en posesión de los San Antonio Spurs de la temporada 1997-98 (36 partidos, de 20 a 56 victorias).[7][8]
- Atlanta Hawks se clasifició para los playoffs por primera vez desde 1999.[9]
- Golden State Warriors consiguió el mejor porcentaje de victorias (58.5% y 48 victorias) para un equipo fuera de playoffs. En la temporada 1971-72, los Suns ganaron 49 encuentros y no consiguieron plaza para los playoffs, pero por entonces solo se clasificaban cuatro equipos por conferencia.
- Las Finales de la NBA de 2008 incluyeron a los dos mejores equipos de conferencia en temporada regular por primera vez desde el año 2000. Los Celtics, que jugaban sus primeras Finales desde 1987, vencieron a Los Angeles Lakers, reviviendo una rivalidad clásica inédita desde 1987.
- Fueron las primeras Finales desde 1998 sin Shaquille O'Neal o Tim Duncan.

## Clasificaciones
- Actualizadas las clasificaciones a 18 de abril de 2008

### Conferencia Este
| Equipo             | V  | D  | PCT. | JD |
| ------------------ | -- | -- | ---- | -- |
| Boston Celtics     | 66 | 16 | .805 | -  |
| Toronto Raptors    | 41 | 41 | .500 | 25 |
| Philadelphia 76ers | 40 | 42 | .488 | 26 |
| New Jersey Nets    | 33 | 49 | .415 | 32 |
| New York Knicks    | 23 | 59 | .280 | 43 |

| Equipo              | V  | D  | PCT. | JD |
| ------------------- | -- | -- | ---- | -- |
| Detroit Pistons     | 59 | 23 | .720 | -  |
| Cleveland Cavaliers | 45 | 37 | .549 | 14 |
| Indiana Pacers      | 36 | 46 | .439 | 23 |
| Chicago Bulls       | 33 | 49 | .402 | 26 |
| Milwaukee Bucks     | 26 | 56 | .317 | 33 |

| Equipo             | V  | D  | PCT. | JD |
| ------------------ | -- | -- | ---- | -- |
| Orlando Magic      | 52 | 30 | .634 | -  |
| Washington Wizards | 43 | 39 | .524 | 9  |
| Atlanta Hawks      | 37 | 45 | .451 | 15 |
| Charlotte Bobcats  | 32 | 50 | .390 | 20 |
| Miami Heat         | 15 | 67 | .183 | 37 |

### Conferencia Oeste
| Equipo                 | V  | D  | PCT. | JD |
| ---------------------- | -- | -- | ---- | -- |
| Utah Jazz              | 54 | 28 | .659 | -  |
| Denver Nuggets         | 50 | 32 | .610 | 4  |
| Portland Trail Blazers | 41 | 41 | .500 | 13 |
| Minnesota Timberwolves | 22 | 60 | .259 | 32 |
| Seattle SuperSonics    | 20 | 62 | .244 | 35 |

| Equipo              | V  | D  | PCT. | JD |
| ------------------- | -- | -- | ---- | -- |
| New Orleans Hornets | 56 | 26 | .683 | -  |
| San Antonio Spurs   | 56 | 26 | .683 | -  |
| Houston Rockets     | 55 | 27 | .671 | 1  |
| Dallas Mavericks    | 51 | 31 | .622 | 5  |
| Memphis Grizzlies   | 22 | 60 | .268 | 34 |

| Equipo                | V  | D  | PCT. | JD |
| --------------------- | -- | -- | ---- | -- |
| Los Angeles Lakers    | 57 | 25 | .695 | -  |
| Phoenix Suns          | 55 | 27 | .672 | 2  |
| Golden State Warriors | 48 | 34 | .585 | 9  |
| Sacramento Kings      | 38 | 44 | .463 | 19 |
| Los Angeles Clippers  | 23 | 59 | .280 | 34 |

### Por conferencia
| #  | Este         | Este | Oeste         | Oeste |
| #  | Equipo       | PV   | Equipo        | PV    |
| -- | ------------ | ---- | ------------- | ----- |
| 1  | Boston       | --   | L.A. Lakers   | --    |
| 2  | Detroit      | 7    | New Orleans   | 1     |
| 3  | Orlando      | 14   | San Antonio   | 1     |
| 4  | Cleveland    | 21   | Utah          | 3     |
| 5  | Washington   | 23   | Houston       | 2     |
| 6  | Toronto      | 25   | Phoenix       | 2     |
| 7  | Philadelphia | 26   | Dallas        | 6     |
| 8  | Atlanta      | 29   | Denver        | 7     |
| 9  | Indiana      | 30   | Golden State  | 9     |
| 10 | New Jersey   | 32   | Portland      | 16    |
| 11 | Chicago      | 33   | Sacramento    | 19    |
| 12 | Charlotte    | 34   | L.A. Clippers | 34    |
| 13 | Milwaukee    | 40   | Minnesota     | 35    |
| 14 | New York     | 43   | Memphis       | 35    |
| 15 | Miami        | 51   | Seattle       | 37    |

El líder de división tiene garantizado al menos el 4º puesto en playoffs.

## Playoffs
|  | Primera Ronda     | Primera Ronda | Primera Ronda |   |              | Semifinales de Conferencia | Semifinales de Conferencia | Semifinales de Conferencia |  |    | Finales de Conferencia | Finales de Conferencia | Finales de Conferencia |  |    | Finales de la NBA | Finales de la NBA | Finales de la NBA |
|  |                   |               |               |   |              |                            |                            |                            |  |    |                        |                        |                        |  |    |                   |                   |                   |
|  | E1                | Boston*       | 4             |   |              |                            |                            |                            |  |    |                        |                        |                        |  |    |                   |                   |                   |
|  | E8                | Atlanta       | 3             |   |              |                            |                            |                            |  |    |                        |                        |                        |  |    |                   |                   |                   |
|  | E8                | Atlanta       | 3             |   | E1           | *Boston                    | 4                          |                            |  |    |                        |                        |                        |  |    |                   |                   |                   |
|  |                   |               |               |   | E1           | *Boston                    | 4                          |                            |  |    |                        |                        |                        |  |    |                   |                   |                   |
|  |                   | E4            | Cleveland     | 3 |              |                            |                            |                            |  |    |                        |                        |                        |  |    |                   |                   |                   |
|  | E4                | E4            | Cleveland     | 3 | Cleveland    | 4                          |                            |                            |  |    |                        |                        |                        |  |    |                   |                   |                   |
|  | E4                |               |               |   | Cleveland    | 4                          |                            |                            |  |    |                        |                        |                        |  |    |                   |                   |                   |
|  | E5                | Washington    | 2             |   |              |                            |                            |                            |  |    |                        |                        |                        |  |    |                   |                   |                   |
|  | E5                | Washington    | 2             |   |              |                            |                            |                            |  | E1 | *Boston                | 4                      |                        |  |    |                   |                   |                   |
|  | Conferencia Este  |               |               |   |              |                            |                            |                            |  | E1 | *Boston                | 4                      |                        |  |    |                   |                   |                   |
|  |                   | E2            | *Detroit      | 2 |              |                            |                            |                            |  |    |                        |                        |                        |  |    |                   |                   |                   |
|  | E3                | E2            | *Detroit      | 2 | Orlando*     | 4                          |                            |                            |  |    |                        |                        |                        |  |    |                   |                   |                   |
|  | E3                |               |               |   | Orlando*     | 4                          |                            |                            |  |    |                        |                        |                        |  |    |                   |                   |                   |
|  | E6                | Toronto       | 1             |   |              |                            |                            |                            |  |    |                        |                        |                        |  |    |                   |                   |                   |
|  | E6                | Toronto       | 1             |   | E3           | *Orlando                   | 1                          |                            |  |    |                        |                        |                        |  |    |                   |                   |                   |
|  |                   |               |               |   | E3           | *Orlando                   | 1                          |                            |  |    |                        |                        |                        |  |    |                   |                   |                   |
|  |                   | E2            | *Detroit      | 4 |              |                            |                            |                            |  |    |                        |                        |                        |  |    |                   |                   |                   |
|  | E2                | E2            | *Detroit      | 4 | Detroit*     | 4                          |                            |                            |  |    |                        |                        |                        |  |    |                   |                   |                   |
|  | E2                |               |               |   | Detroit*     | 4                          |                            |                            |  |    |                        |                        |                        |  |    |                   |                   |                   |
|  | E7                | Philadelphia  | 2             |   |              |                            |                            |                            |  |    |                        |                        |                        |  |    |                   |                   |                   |
|  | E7                | Philadelphia  | 2             |   |              |                            |                            |                            |  |    |                        |                        |                        |  | E1 | *Boston           | 4                 |                   |
|  |                   |               |               |   |              |                            |                            |                            |  |    |                        |                        |                        |  | E1 | *Boston           | 4                 |                   |
|  |                   | O1            | *L.A. Lakers  | 2 |              |                            |                            |                            |  |    |                        |                        |                        |  |    |                   |                   |                   |
|  | O1                | O1            | *L.A. Lakers  | 2 | LA Lakers*   | 4                          |                            |                            |  |    |                        |                        |                        |  |    |                   |                   |                   |
|  | O1                |               |               |   | LA Lakers*   | 4                          |                            |                            |  |    |                        |                        |                        |  |    |                   |                   |                   |
|  | O8                | Denver        | 0             |   |              |                            |                            |                            |  |    |                        |                        |                        |  |    |                   |                   |                   |
|  | O8                | Denver        | 0             |   | O1           | *L.A. Lakers               | 4                          |                            |  |    |                        |                        |                        |  |    |                   |                   |                   |
|  |                   |               |               |   | O1           | *L.A. Lakers               | 4                          |                            |  |    |                        |                        |                        |  |    |                   |                   |                   |
|  |                   | O4            | *Utah         | 2 |              |                            |                            |                            |  |    |                        |                        |                        |  |    |                   |                   |                   |
|  | O4                | O4            | *Utah         | 2 | Utah*        | 4                          |                            |                            |  |    |                        |                        |                        |  |    |                   |                   |                   |
|  | O4                |               |               |   | Utah*        | 4                          |                            |                            |  |    |                        |                        |                        |  |    |                   |                   |                   |
|  | O5                | Houston       | 2             |   |              |                            |                            |                            |  |    |                        |                        |                        |  |    |                   |                   |                   |
|  | O5                | Houston       | 2             |   |              |                            |                            |                            |  | O1 | *L.A. Lakers           | 4                      |                        |  |    |                   |                   |                   |
|  | Conferencia Oeste |               |               |   |              |                            |                            |                            |  | O1 | *L.A. Lakers           | 4                      |                        |  |    |                   |                   |                   |
|  |                   | O3            | San Antonio   | 1 |              |                            |                            |                            |  |    |                        |                        |                        |  |    |                   |                   |                   |
|  | O3                | O3            | San Antonio   | 1 | San Antonio  | 4                          |                            |                            |  |    |                        |                        |                        |  |    |                   |                   |                   |
|  | O3                |               |               |   | San Antonio  | 4                          |                            |                            |  |    |                        |                        |                        |  |    |                   |                   |                   |
|  | O6                | Phoenix       | 1             |   |              |                            |                            |                            |  |    |                        |                        |                        |  |    |                   |                   |                   |
|  | O6                | Phoenix       | 1             |   | O3           | San Antonio                | 4                          |                            |  |    |                        |                        |                        |  |    |                   |                   |                   |
|  |                   |               |               |   | O3           | San Antonio                | 4                          |                            |  |    |                        |                        |                        |  |    |                   |                   |                   |
|  |                   | O2            | *New Orleans  | 3 |              |                            |                            |                            |  |    |                        |                        |                        |  |    |                   |                   |                   |
|  | O2                | O2            | *New Orleans  | 3 | New Orleans* | 4                          |                            |                            |  |    |                        |                        |                        |  |    |                   |                   |                   |
|  | O2                |               |               |   | New Orleans* | 4                          |                            |                            |  |    |                        |                        |                        |  |    |                   |                   |                   |
|  | O7                | Dallas        | 1             |   |              |                            |                            |                            |  |    |                        |                        |                        |  |    |                   |                   |                   |

* - Campeón de división

Negrita- Ganador de las series

## Estadísticas
| Categoría                      | Jugador              | Equipo                | Estadísticas |
| ------------------------------ | -------------------- | --------------------- | ------------ |
| Puntos por partido             | LeBron James         | Cleveland Cavaliers   | 30           |
| Rebotes por partido            | Dwight Howard        | Orlando Magic         | 14,2         |
| Asistencias por partido        | Chris Paul           | New Orleans Hornets   | 11,6         |
| Asistencias /pérdidas de balón | José Manuel Calderón | Toronto Raptors       | 5,38         |
| Robos de balón por partido     | Chris Paul           | New Orleans Hornets   | 2,71         |
| Tapones por partido            | Marcus Camby         | Denver Nuggets        | 3,6          |
| Porcentaje de tiros de campo   | Andris Biedriņš      | Golden State Warriors | 62,6%        |
| Porcentaje de tiros libres     | Peja Stojaković      | New Orleans Hornets   | 92,9%        |
| Porcentaje de Tiros de 3       | Jason Kapono         | Toronto Raptors       | 48,3%        |
| Errores por partido            | Dwyane Wade          | Miami Heat            | 4,4          |

## Premios
- MVP de la Temporada
  -  Kobe Bryant (Los Angeles Lakers)[10][11]
- Rookie del Año
  -  Kevin Durant (Seattle SuperSonics)[12]
- Mejor Defensor
  -  Kevin Garnett (Boston Celtics)[13]
- Mejor Sexto Hombre
  -  Manu Ginóbili (San Antonio Spurs)[14]
- Jugador Más Mejorado
  -  Hidayet Türkoğlu (Orlando Magic)[15]
- Jugador Más Deportivo
  -  Grant Hill (Phoenix Suns)[16]
- Entrenador del año
  -  Byron Scott (New Orleans Hornets)[17]

### Jugador del mes
| Mes       | Conferencia Oeste                | Conferencia Este                   |
| --------- | -------------------------------- | ---------------------------------- |
| Noviembre | Carlos Boozer (Utah Jazz)        | Dwight Howard (Orlando Magic)      |
| Diciembre | Chris Paul (New Orleans Hornets) | Dwight Howard (Orlando Magic)      |
| Enero     | Yao Ming (Houston Rockets)       | LeBron James (Cleveland Cavaliers) |
| Febrero   | Kobe Bryant (Los Angeles Lakers) | LeBron James (Cleveland Cavaliers) |
| Marzo     | Chris Paul (New Orleans Hornets) | Joe Johnson (Atlanta Hawks)        |
| Abril     | Kobe Bryant (Los Angeles Lakers) | Hidayet Türkoğlu (Orlando Magic)   |

### Rookie del mes
| Mes       | Conferencia Oeste                  | Conferencia Este                 |
| --------- | ---------------------------------- | -------------------------------- |
| Noviembre | Kevin Durant (Seattle Supersonics) | Al Horford (Atlanta Hawks)       |
| Diciembre | Kevin Durant (Seattle Supersonics) | Yi Jianlian (Milwaukee Bucks)    |
| Enero     | Kevin Durant (Seattle SuperSonics) | Jamario Moon (Toronto Raptors)   |
| Febrero   | Luis Scola (Houston Rockets)       | Al Horford (Atlanta Hawks)       |
| Marzo     | Kevin Durant (Seattle SuperSonics) | Al Horford (Atlanta Hawks)       |
| Abril     | Kevin Durant (Seattle SuperSonics) | Ramon Sessions (Milwaukee Bucks) |

### Entrenador del mes
| Mes       | Conferencia Oeste                      | Conferencia Este                 |
| --------- | -------------------------------------- | -------------------------------- |
| Noviembre | Gregg Popovich (San Antonio Spurs)     | Doc Rivers (Boston Celtics)      |
| Diciembre | Nate McMillan (Portland Trail Blazers) | Flip Saunders (Detroit Pistons)  |
| Enero     | Byron Scott (New Orleans Hornets)      | Mike Brown (Cleveland Cavaliers) |
| Febrero   | Rick Adelman (Houston Rockets)         | Flip Saunders (Detroit Pistons)  |
| Marzo     | Jerry Sloan (Utah Jazz)                | Doc Rivers (Boston Celtics)      |
| Abril     | Phil Jackson (Los Angeles Lakers)      | Doc Rivers (Boston Celtics)      |

### Jugador de la semana
| Semana                            | Conferencia Oeste                                            | Conferencia Este                                             |
| --------------------------------- | ------------------------------------------------------------ | ------------------------------------------------------------ |
| 30 de octubre a 4 de noviembre    | Tracy McGrady (Houston Rockets)                              | Danny Granger (Indiana Pacers)                               |
| 5 de noviembre a 11 de noviembre  | Yao Ming (Houston Rockets)                                   | Kevin Garnett (Boston Celtics)                               |
| 12 de noviembre a 18 de noviembre | Allen Iverson (Denver Nuggets)                               | Dwight Howard (Orlando Magic)                                |
| 19 de noviembre a 25 de noviembre | Tony Parker (San Antonio Spurs)                              | LeBron James (Cleveland Cavaliers)                           |
| 26 de noviembre a 2 de diciembre  | Stephen Jackson (Golden State Warriors)                      | Dwight Howard (Orlando Magic)                                |
| 3 de diciembre a 9 de diciembre   | Brandon Roy (Portland Trail Blazers)                         | Josh Smith (Atlanta Hawks)                                   |
| 10 de diciembre a 16 de diciembre | Brandon Roy (Portland Trail Blazers)                         | Paul Pierce (Boston Celtics)                                 |
| 17 de diciembre a 23 de diciembre | Carmelo Anthony (Denver Nuggets)                             | Joe Johnson (Atlanta Hawks)                                  |
| 24 de diciembre a 30 de diciembre | Chris Paul (New Orleans Hornets)                             | Paul Pierce (Boston Celtics)                                 |
| 31 de diciembre a 6 de enero      | Allen Iverson (Denver Nuggets)                               | LeBron James (Cleveland Cavaliers)                           |
| 7 de enero a 13 de enero          | Kobe Bryant (Los Angeles Lakers)                             | Chris Bosh (Toronto Raptors)                                 |
| 14 de enero a 20 de enero         | Baron Davis (Golden State Warriors)                          | Gerald Wallace (Charlotte Bobcats)                           |
| 21 de enero a 28 de enero         | Al Jefferson (Minnesota Timberwolves)                        | Hidayet Türkoğlu (Orlando Magic)                             |
| 29 de enero a 3 de febrero        | Brad Miller (Sacramento Kings)                               | Hidayet Türkoğlu (Orlando Magic)                             |
| 4 de febrero a 10 de febrero      | Amare Stoudemire (Phoenix Suns)                              | Andre Miller (Philadelphia 76ers)                            |
| 11 de febrero a 17 de febrero     | no hay premiados porque en esa semana se disputó el All-Star | no hay premiados porque en esa semana se disputó el All-Star |
| 19 de febrero a 25 de febrero     | Emanuel Ginóbili (San Antonio Spurs)                         | LeBron James (Cleveland Cavaliers)                           |
| 26 de febrero a 2 de marzo        | Kobe Bryant (Los Angeles Lakers)                             | Andre Miller (Philadelphia 76ers)                            |
| 3 de marzo a 9 de marzo           | Tracy McGrady (Houston Rockets)                              | Jason Richardson (Charlotte Bobcats)                         |
| 10 de marzo a 16 de marzo         | Amare Stoudemire (Phoenix Suns)                              | Antawn Jamison (Washington Wizards)                          |
| 17 de marzo a 23 de marzo         | Chris Paul (New Orleans Hornets)                             | Kevin Garnett (Boston Celtics)                               |
| 24 de marzo a 30 de marzo         | Carmelo Anthony (Denver Nuggets)                             | Jason Richardson (Charlotte Bobcats)                         |
| 31 de marzo a 6 de abril          | Kobe Bryant (Los Angeles Lakers)                             | Joe Johnson (Atlanta Hawks)                                  |
| 7 de abril a 13 de abril          | Allen Iverson (Denver Nuggets)                               | Kevin Garnett (Boston Celtics)                               |